# Omizodes terinata
Omizodes terinata là một loài bướm đêm trong họ Geometridae.